# 部落問題
部落問題（ぶらくもんだい）は、明治より前の主として江戸時代における厳しい身分制度の下で下に置かれ差別された身分の人々、さらには、それらの人々が身分制社会の下ではしばしば一定地域に居住することが義務付けられていた為そういった地域の出身者に対する差別あるいはそれを基に発生する諸問題である。「同胞融和（どうほうゆうわ）」から略して、同和問題（どうわもんだい）とも称される。

## 概要
日本史において、中世から近世にかけて穢多・非人（えた・ひにん）と言った賤民身分が存在していたが、とくに江戸時代には幕藩体制の強化･維持を目的にそれまであった偏見等を利用して身分制度の固定･強化が図られ、これらの身分制度が政治的･人為的に作成･強化されていったと言われる。1871年10月12日に明治政府は維新後の近代化改革の一つとして国民国家形成のため賤民制度を廃止し、他の身分と同じく「平民」に編入するために、「太政官布告」として解放令（「賤称廃止令」､「被差別身分廃止令」とも）を布告した。しかし、戦前から部落差別解消のために尽力していた北原泰作によると、スラム街のような景観のために旧穢多･非人居住地域の区別が目に付きやすかった関西では、特に元の平民が旧穢多･非人と同一の身分とされることを嫌い、周りの者が彼らを「新平民（しんへいみん）」と称すなど、差別が根強く残ったという。とくに解放令布告直後はこれに反発する周辺住民から激しい一揆が起こり、多数の死者を出した地域もあった。これについては、あくまで一般的な話となるが、もともと江戸時代には、一方が一揆等で蜂起したときにしばしば他方が藩主側からその鎮圧協力を命じられ、それぞれに死者を出すこともあったという形で、為政者側に巧みに利用され、互いに憎しみを募らせていくといった歴史があったことが影響したとも言われている。その他に、農民らと異なった職能集団として存在していたものが解放令によりこれまで通り続くとは限らなくなり、ただでさえ維新による激しい動乱の中で農民らが新たな経済的な利害対立や競争に晒される可能性が増大、将来不安に駆られていたことを指摘する見解もある。
1961年12月7日、池田勇人内閣総理大臣は同和対策審議会に対し 「同和地区に関する社会的及び経済的諸. 問題を解決するための基本的方策」について諮問、1965年8月1日同審議会は答申で以下のように述べた。「いわゆる同和問題とは、日本社会の歴史的発展の過程において形成された身分階層構造に基づく差別により、日本国民の一部の集団が経済的・社会的・文化的に低位の状態におかれ、現代社会においても、なおいちじるしく基本的人権を侵害され、とくに、近代社会の原理として何人にも保障されている市民的権利と自由を完全に保障されていないという、もっとも深刻にして重大な社会問題である。」
1975年9月には国民融合を妨げているとして解放同盟から離脱し、「国民融合をめざす部落問題全国会議」を結成したと著書に綴っている。
1968年には1872年に作成された壬申戸籍が他人の身辺調査、つまり被差別部落民かどうかを調査するための手段として利用されようとしていた事件が発覚した。この事件を受けて、民事局長の通達により壬申戸籍は閲覧禁止とされ、以後は法務局・市町村のいずれかで厳重に封印・保管されることになり、現在閲覧できる最も古い戸籍は明治19年戸籍までとなった。
民主党政権の復興大臣（部落解放同盟副委員長) 松本龍が、口止め恫喝が報道されたことで世論の批判殺到で辞任させられた際には、2011年7月4日に共産党の小池晃議員は、「『書いたら終わりだぞ』というマスコミ恫喝は、部落解放同盟の地金が出たものでしょう」「同和問題は基本的にすでに解消しており、不公正な同和対策を継続すること自体が新たな偏見を生み出すもの」とし、部落解放同盟による無法な利権あさりを批判し、またこのような批判を「差別」とされるのは完全な筋違いであると述べている。

## 「部落」の概念
伝統的な身分差別の意識の残存により差別対象となった集落の呼称、エタ村あるいはエタ（穢多）と称された賤民の集落や地域を、「被差別部落」、あるいは解放令の布告にもかかわらず未だ差別から真には解放されていないという意味で「未開放部落」などと呼んだことから、やがて被差別部落を略した呼び名として定着したという。
しかし、「部落（ぶらく）」は本来「集落（しゅうらく）」と同義であり、九州地方でも佐賀県や鹿児島県などで、単に行政区の単位を指し示す意味として使われる場合も多く、実際1920年5月14日付の九州日報においても、こと福岡県筑後地方で〈先月末より流行性感冒再燃し罹病や者百五十余名に達し部落民中病やまざる者なきの有様〉と集落の意味で用いられているなどしている。
2011年3月4日に第68回全国大会で決定された部落解放同盟綱領では、「部落民とは、歴史的・社会的に形成された被差別部落に現在居住しているかあるいは過去に居住していたという事実などによって、部落差別をうける可能性をもつ人の総称である。被差別部落とは、身分・職業・居住が固定された前近代に穢多・非人などと呼称されたあらゆる被差別民の居住集落に歴史的根拠と関連をもつ現在の被差別地域である」と定義されている。
ただしその一方で『部落問題事典』（解放出版社、1986年）では「部落民とみなされる人、あるいは自ら部落民とみなす人を部落民という。この同義反復的なことでしか、部落民を定義することはできない」（野口道彦）とも述べられており、「被差別部落」や「被差別部落民」を定義する方法がないことも指摘されている。また、被差別部落には穢多や非人に起源をもつもののほか、夙、鉢屋衆、きよめなど多種多様な起源をもつものがある（雑種賎民）。
静岡県では院内という民間陰陽師がもともと被差別民ではなかったところ、明治初期に陰陽師廃止令が発布されたために失職し貧困化して被差別民認定された。
また、山窩の集住地を同和対策事業の対象とした自治体もごく少数ある。

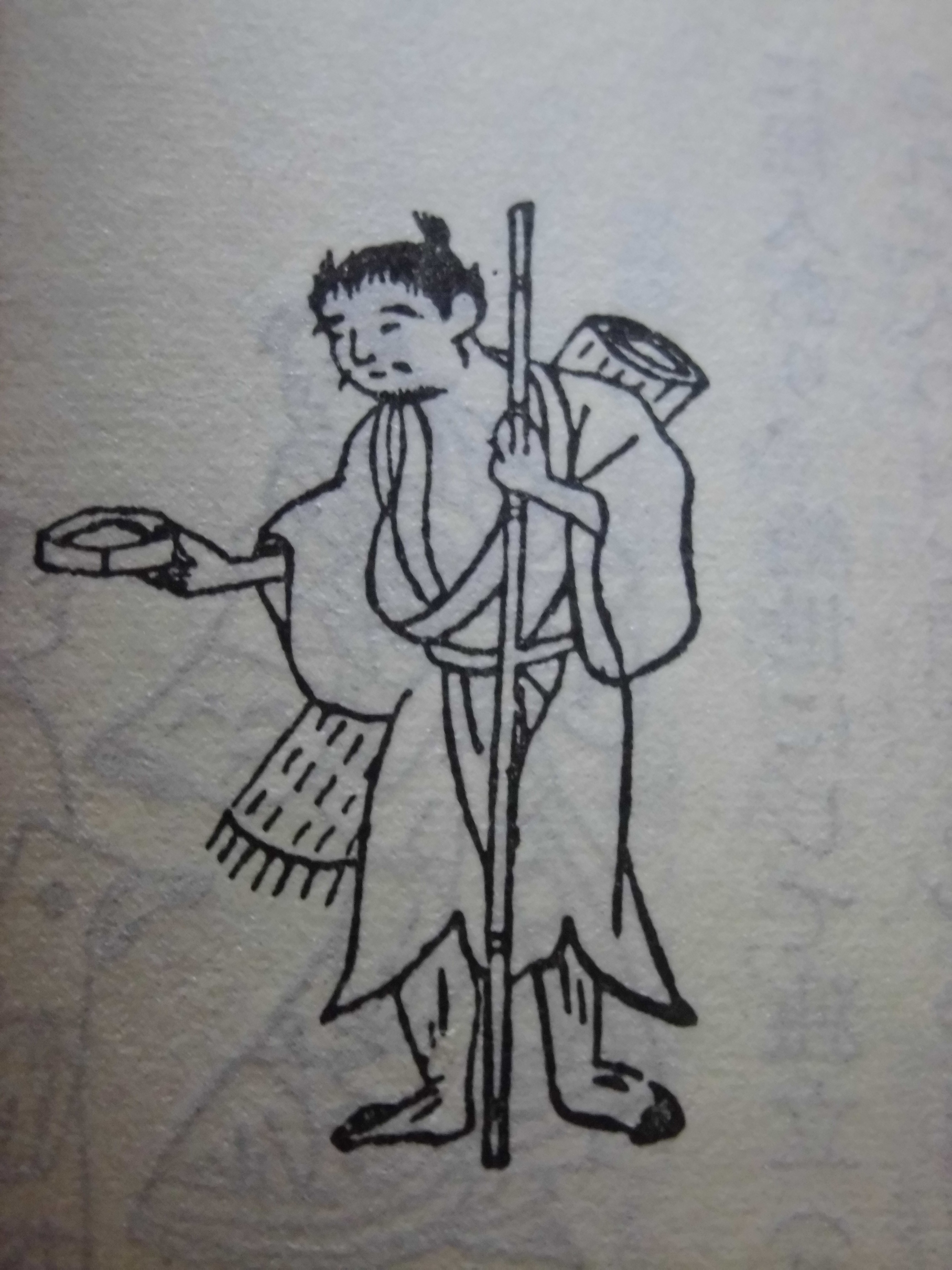
乞食
（『和漢三才図会』（正徳2年（1712年）成立）より）

### 居住者の移動
被差別部落の居住者は先祖代々同じ血筋で固定されたものと誤解されていることが多いが、これは間違いで、歴史的には被差別部落で財をなし成功した者が被差別部落の外へ流出すると同時に、被差別部落の外で食い詰めた犯罪人や無職者が生活費の安い被差別部落の中へ流入することが繰り返されてきた。そのため、北原も部落解放同盟の血縁・職業差別を前面にしていることを批判し、部落差別を海外でいうスラム街忌避とほぼ同じとし、明治期以降の被差別部落の大多数は、海外の貧困スラムと同様の貧民窟、貧民街であると述べている。
京都市内のある部落では、京都部落史研究所の調査の結果、半数を超える「部落民」が部落外からの流入者と判明したこともある。1937年（昭和12年）に京都市社会課が市内の8箇所の部落を対象に行った「京都市における不良住宅地区調査」では、「部落民」のほぼ半数が外部からの流入者と特定された。
また、日本統治時代の朝鮮半島から内地に渡った朝鮮人が被差別部落に住み着いた例も多い。日本の総人口に在日韓国・朝鮮人（在日コリアン）が占める割合は1パーセントに満たないところであったが、京都市の崇仁地区では1920年代（大正9-昭和4年）以降の人口増加は大半が朝鮮人の増加によるものであり、崇仁学区内の貧困者の比率が京都市内で最も高かった例もある。原則として同和地区在住の外国人は属地属人主義により同和事業の対象とはならないが、自治体によっては完全な属地主義を採り、同和地区在住の在日韓国人を同和対策事業の対象としていることもある。
部落解放同盟や同和会が同和予算を行政から獲得するため、同和対策事業特別措置法（同対法）のいう「歴史的社会的理由により生活環境等の安定向上が阻害されている地域」（被差別部落）が存在しない自治体にまで無理やり同和地区を作った事例もある（このような地区は「えせ同和地区」と呼ばれる）。
1976年7月には、もともと被差別部落が存在しない宮崎県児湯郡都農町に同和会が結成され、これに伴って同和会が都農町の一部を同和地区指定させ、支部助成金など同和予算495万円の計上を約束させた。1976年（昭和51年）9月の町議会は同和予算を全額削除したが、宮崎県同和対策室の圧力で最終的に1地区（9世帯、30人）が同和地区として認定させられた。
こうして宮崎県では9市9町に36カ所の同和地区が指定されることとなったが、全解連書記長の村尻勝信によると、その3分の1は「えせ同和地区」であるという。
大分県でも同和予算目当ての「でっち上げ同和地区」「ニセ同和地区」の存在が報告されている。同じ大分県では、一般地区の貧窮者が「生活保護を受けたいなら○町（同和地区）へ行け。あそこならすぐ手続きしてくれる」と地元の区長から言われ、同和地区に転入した例が多数ある。
同対法施行当時は、個人施策の受給と同和住宅入居を目的として部落解放同盟支部長に認定料を渡し、部落民として認定を受ける「駆け込み部落民」の存在も指摘された。被差別部落民の定義が曖昧であるため、東京都では、自称部落民が部落差別と無関係の傷痕を「被差別部落に生まれたために虐められた痕跡」と偽って同和対策事業の個人給付を申請したケースも報告されている。
また、同じ東京都では、ある団体の168人の自称部落民から生業資金貸付申請があったが、最終的に部落民と認められたのは2人だけだったこともある。
被差別部落と被差別部落民の総数について、1946年の部落解放人民大会で採択された宣言では「全国に散在する6,000部落300万の兄弟諸君」と呼びかけているが、1965年（昭和40年）の同和対策審議会答申では、日本全国の同和地区数を4,160、同和地区人口を111万3,043人と述べている。
なお、被差別部落の最南端は種子島とされている。

### 呼称の変遷
近現代に「部落」の語が用いられるに伴い、「地区」の意味での「部落」と混同されないよう部落民自らが「特殊部落民」と称するようになった。なお、「特殊部落」の語の初出は小島達雄の研究によれば1902年「明治三四年度奈良県学事年報」である。しかし「特殊部落民」との呼称も蔑称として使われたことから、「細民部落」「被圧迫部落」「未解放部落」「被差別部落民」などの呼び方に換えられた。
歴史学者井上清が1954年の論文で、従来使われていた「特殊部落」「未解放部落」の語に代わって「被差別部落」の語を考案した。
なお、井上は、部落問題研究所理事として運営にも関わるなど、部落解放運動に積極的に関わっていた。ただし1966年11月発刊の『世界大百科事典』（平凡社）には「特殊部落」の項目名で記事が立項されており、筆者は井上清その人であった。
灘本昌久は「「特殊部落」の使用が自動的に差別発言であるかのごとくにねじ曲げて解釈されるようになるのは、1970年代に入ってからである」 と述べている。
蔑称として「部落民」「特殊部落民」ほか、「同和行政」という語に由来して「同和」が使われることもある。
灘本昌久は、1968年頃以降、共産党系は「未解放部落」、部落解放同盟系は「被差別部落」、行政関係者は「同和地区」、2002年（平成14年）の地対財特法失効後は「旧同和地区」を用いる傾向があるが、近年は共産党系も「同和地区」（「旧同和地区」）で統一している、と指摘している。
ただし「被差別部落」と「同和地区」は同義語ではなく、封建時代の被差別民の集住地でありながら「同和地区」指定を自ら拒否し、同和事業の実施を拒絶した地区（未指定地区）は日本全国で約1,000箇所にのぼる。
この未指定地区は、同和地区に比べて経済的に恵まれている地域が多い。
被差別部落の中では、被差別部落の外（いわゆる「一般地区」）の出身者を指して「ハク」という名称が使われることがある。また「部落外」（ムラの外）の意味で「むらそと」という語が使われることもある。高知県宿毛市の部落では、カラゴ（唐語）と呼ばれる地元の部落内隠語で、部落外の者を「ネス」「スネグロ」、部落の者を「テコ」と呼ぶ。
現在では同和行政特別施行地区という呼び方をする自治体もある。
なお、年配者や東日本などでは現在でも差別などの意味を持たない「集落」「地区」などの用法で「部落」という言葉を日常的に用いている。一例として、成田空港問題で反対運動を行っている成田市東峰地区の住民らは、広報紙で、特殊部落ではない同地区を東峰部落と称している。

## 歴史

### 起源

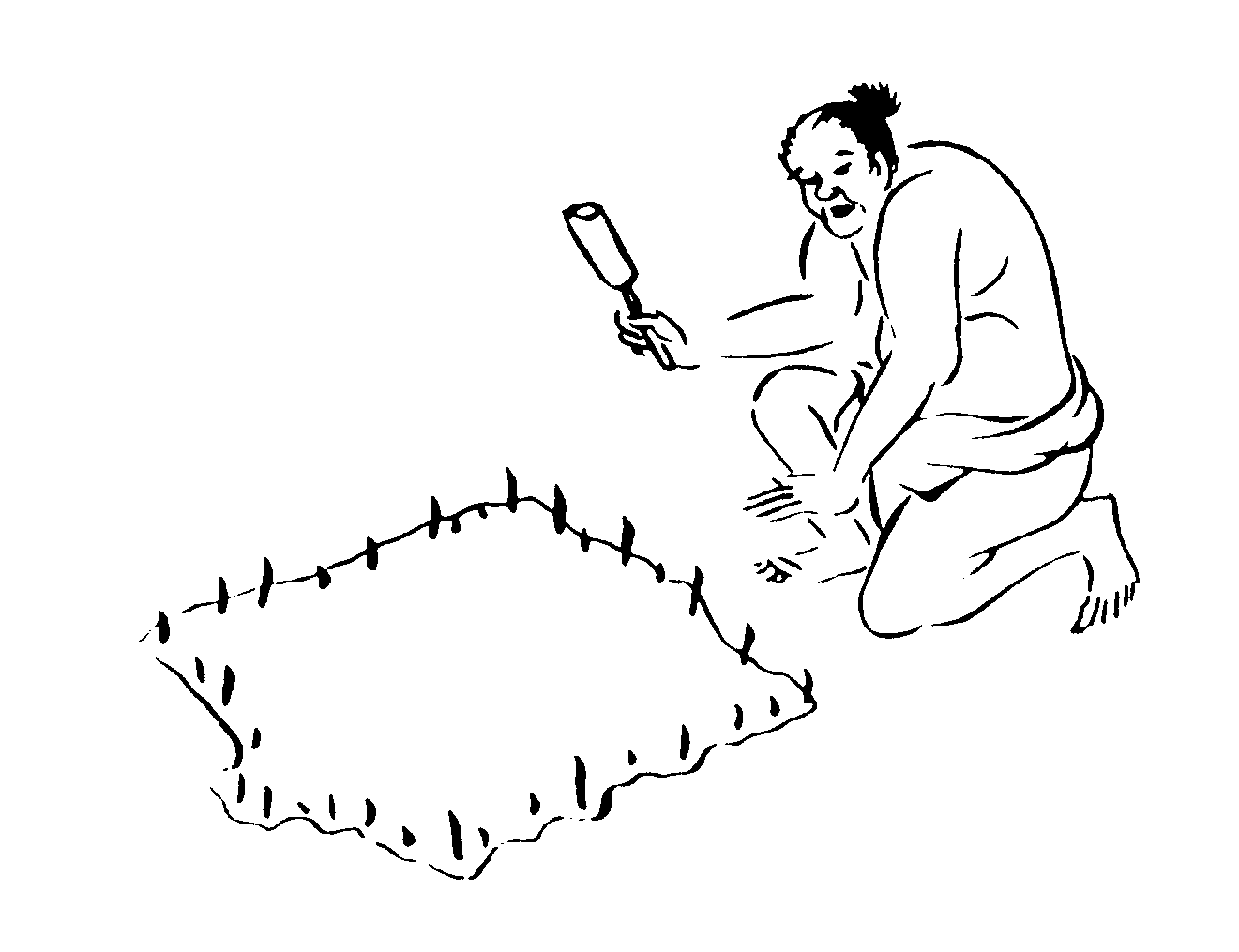
七十一番職人歌合36番「穢多」より。「この皮は大まいかな」

被差別部落の起源については諸説が存在するが、研究者で近世起源説を唱える者はいないとされ、中世あるいは古代以前から存在したとみられているが、人種起源説と職業起源説とがあり、未だ意見の統一を見ない。
政府が同和対策に取り組み出した1960年代からおおよそ1980年代の頃までは「近世に幕藩権力が無から全てを作り出した」といういわゆる「近世政治起源説」が信じられていたが、これが学術的に否定されたことによって、現在では中世以前の様々な要素を踏まえた上でその起源についての考証が行われている。社会的役割の固定化によって安定がもたらされると考えられていた。
1870年（明治3年）1月、山城国愛宕郡蓮台野村年寄元右衛門が汚名廃止の請願書を京都府に提出する。
同年12月、元右衛門の息子・茂平も鉄道敷設に関わり願書を出し、汚名廃止を訴える。
1871年（明治4年）、明治政府により「穢多非人等ノ稱被廢候條 自今身分職業共平民同様タルヘキ事」との布告（解放令）が出され、以前の身分外身分階層が廃止されたことが明示された。
しかし、近代市民社会の産業革命を成し遂げた欧米列強に見習う部分が多く、一部の知識階級でのみその必要性が理解されたに過ぎない。
そのため多くの村々では穢多や非人と同列に扱われるのには反対が強く、解放令発布直後から2年以上にわたって解放令反対一揆が続発した。
解放令に反対して部落民を排除する取り決めを行ったり、部落民を「新平民」と呼ぶことにさえ拒否し、旧来どおり「穢多」と呼んだりした。
これに対し県レベルの行政では解放令直後に「旧穢多」という言い方が用いられ、後には「新民」「新平民」「新古平民」というものも出てきたが、一方部落民が「新平民」を自称することもあった。
部落民の呼称はたびたび換えられた。1905年、奈良県教育委員会における文書では「特種部落」が使われ、同時期の三重県の公用文書にもこの語が使われている。
また全国的に部落改善事業が展開されていくに従い、「特種部落」以外に「特殊部落」が行政用語として広まっていった。この言葉に対する部落民からの反発はあったが、部落の自主的改善団体である「備作平民会」の設立趣旨書において部落民を総称する際に「我徒」「同族」が用いられたり、1903年の大日本同胞融和大会においては「日本に新平民なる一種族あり」との文言も見られる。
次に出てきたのが「細民部落」である。これは1912年に開かれた「細民部落全国協議会」で用いられたが、「細民にすると一般的都市貧民との区別がつかなくなる」ということで、「普通細民部落、特別細民部落との区分けが必要になる」と指摘された。「細民部落」の名称以外には「後進部落」「要改善地区」が登場したが、「同胞」「一部同胞」「四海同胞」「四民平等」など、聞いただけでは分からない言葉も一時的には使われた。
滋賀県の郡役所で村長会議が催された席上、特殊部落改善が話題になった際、一村長は、「明治4年に解放令など出さずに、穢多を“皆殺し”にしておけば、禍（わざわい）はなかったものを」と放言している。
解放令によって法的な地位においては、身分職業の制限は廃止されたが、精神的・社会的・経済的差別は却って強まった。たとえば新制度における警察官などが武士階級のものとされ、下層警察官僚だった身分外身分の者が疎外されたこと、武士（特に上層の武家階級）が新制度においても特権階級とされたのに対し、武士に直属し権力支配の末端層として機能してきた身分外身分がなんら権限を付与されずに放り出されることによって、それまでの支配の恨みを一身に集めたこと、などが原因と考えられている。
また現代に続く「部落差別」の問題の制度的源流は歴史的なものであるが、具体的な差別構造の成立は明治政府の政策や民衆に根付いた忌避感の表れであるとみる者もいる。
差別の具体的な形態は、個人においては交際や結婚や就職、集落においてはインフラの整備における公然とした不利益などである。いわゆる被差別部落では貧しさによる物乞いが後を絶たなかった。島崎藤村の「破戒」は、この時代の部落差別を扱っている。
1896年（明治29年）歌舞伎座初演の『侠客春雨傘』では登場人物の侠客釣鐘庄兵衛を被差別階級出身者とし、第五幕の「釣鐘切腹の場」で九代目市川團十郎の演じる暁雨が庄兵衛を諭す科白に「ハテ野暮を言う女だなア。穢多だろうが、大名だろうが、同じように生を受け、此世界に生まれた人間、何の変わりがあるものか。それに差別（しゃべつ）を立てたのは此世の中の得手勝手」（『名作歌舞伎全集』・第十七巻）がある。作者福地桜痴が欧米の平等思想を学んだ影響が見られ、舞台芸術で差別問題を扱った最初の例である。
佐賀市外に神野の御茶屋がある。旧藩主の郊外別園だったが、お茶屋付近の若者は部落民に出入りさせない。
ある年花見に来た部落民は、“身のほど知らずの生意気（なまいき）な奴だ”と入園を拒まれ、血みどろにされた。
部落民の心理的発達は極めて暗い。ながい間、部落民は卑屈にされていた。部落民に対する侮辱は まず個人的な反逆となって現れてくる。大兇賊として知られた“五寸釘寅吉”はその代表的なものである。

### 第二次世界大戦以前の差別が契機となった主な事件
- 的ヶ浜事件（1922年）
- 烏淵村役場襲撃事件（1923年）
- 高崎区裁判所襲撃事件（1923年）
- 水国事件（1923年）
- 世良田村事件（1925年）
- 福岡連隊差別事件（1926年）
- 天皇直訴事件（1927年）
- 徳川事件（1928年）

## 戦前の地域特徴
大正末期から活動し、1935年に亡くなった社会運動家高橋貞樹は、著書『被差別部落一千年史』で次のように述べている。
ただし今日の部落問題研究者は、被差別部落が貧しくなった原因は「社会の圧迫」ではなく松方デフレであったと指摘している。灘本昌久は次のように述べている。
部落産業の一つに三味線製造用の猫の捕獲があり、このことから、関西地方では被差別部落民を「猫殺し」と呼ぶこともある。

大正時代（1912年 - 1926年）に兵庫県神戸市長田区の番町部落を視察した畑道雄は
と記している。
ただし、番町部落は1899年（明治32年）の条約改正にともなう外国人居留地制度の廃止による中心市街地改造のために兵庫県が宿屋営業取締規則を改正し、それまで中心市街地区に密集していた木賃宿の営業許可地域を旧葺合区の新川スラムおよび旧林田村の番町部落に限定指定したことでこれらの地域に低廉で劣悪な木賃宿や長屋が集中することとなった。この結果、これらの地区を中心とする地域へ低廉な住居を求める下層労働者が神戸市外から流入し、下層労働者の居住地域となった。
他に木賃宿営業許可区域に指定された地域に東京の山谷、大阪の釜ヶ崎などがある。この中心市街地スラムの解体を目的として成立した制度により番町部落では人口の急膨張を生み、1868年に戸数85戸、388名だった人口が1888年には2,208人へと急増する。
結果、従来農業従事者の多かった番町部落が典型的な都市型部落へ変貌していった。その急膨張を生んだ移住者のすべてが他地域の被差別部落出身者であるとは考えられず、番町部落の被差別部落民の多くは、都市政策によって肥大化したスラムに吸収された被差別部落出身外者が被差別部落民化していったと見られている。
『中央新聞』1918年(大正7年)9月13日は次のように報じている。
留岡幸助は明治時代（1868年 - 1912年）に北海道の空知集治監で教誨師をしていた折、主として関西の部落出身の受刑者に多数接した経験から「挙動が野卑であつて、其罪質を調べて見ると随分猛悪なものが多い。
例へば辻強姦をするとか、辻強盗をするとか、或は殺人をしても眼を繰抜いて、手足を寸断するとか、一種名状すべからざる惨酷な性情を有つて居る。さうしてなかなか犯罪の比例が多い、普通民の犯罪が人口千人に対して一・三位であれば、特殊部民の犯罪は人口千人に対して約八以上もある。
非常に多い処では人口千人に十人位もある所がある」と述べている。

### 軍隊と部落民
部落民にとって兵役の負担は一般社会に比してさらに一層の重く感じる負担であった。それにも関わらず、部落出身者の国民男子は大日本帝国陸軍及び大日本帝国海軍への兵役中においてあらゆる侮辱を忍び、成績が良好であっても進級することは甚だ困難であった。すでに入営の際に部落出身者という旨を記入し、劣等扱いをした。軍隊内の凌辱に堪えきれず自ら銃台をもって頭を打ち割った兵士や、脱営して古沼に投じた兵士がいた。群馬県の一部の村では、入営のとき次のような出来事があった。
その村から帝国軍人として徴兵された十幾人のうちに部落の青年が二人あった。十二月の入営期がきて、部落出身以外の壮丁は、在郷軍人からも町民からも送別の歓待至れり尽くせりで、在郷軍人会からは軍服を貸し渡した。ところが部落の両青年にはそれを貸してくれなかった。仕方なく一人は新調して間に合わせたが、もう一人は貧しかったため、ようやくにして一着の古いぼろぼろの軍服を町の軍人会に哀訴（あいそ）嘆願して借りた。軍人会は「穢多の奴（やつ）に貸す服はない。奴らにはこれでたくさんだ。」と述べたという。

### 選挙権付与
当初は納税額による制限選挙で、法律で全国統一の金額が定められたため、マイノリティーには経済格差のため参政が困難であった。沖縄県では、県民所得が全国平均の3分の2程度で有権者比率は少なかった。
制限は徐々に緩和され、1920年（大正9年）の時点では鹿児島県の部落民の有権者は衆議院選で154名、地方選で383名に達していた。
1925年（大正14年）に普通選挙が始まり、25歳以上の全国民男性に選挙権が与えられた。
第二次世界大戦降伏による連合国軍占領下の日本で、1945年（昭和20年）10月に兵役法が治安維持法などと同時に廃止され、12月に衆議院選挙法が改正され選挙権は「20歳以上の全国民男女」に与えられるようになった。

## 戦前の部落解放運動

### 水平社運動
このような状況を改善するために、かつての賤民階層の人々（いわゆる「部落民」）は、自主的な運動を始め、差別糾弾・行政闘争を軸に運動を展開した。「部落問題が社会不安の原因になることを憂慮」した政府はこれらの運動が「左傾化」することを恐れ、弾圧と懐柔の両面で相対した。
もっとも水平社は当初、「帝国臣民である以上、天皇の赤子として共に報国の権利と義務があり、それを差別により侵害するのは不当である」という意味の宣言をしていた。
「国民の融和」を目的とし、人権侵害の防止に積極的でなかった政府の運動に反発した西光万吉、阪本清一郎らが中心となり1922年（大正11年）に全国水平社が結成された。

そして「人の世に熱あれ、人間に光あれ」で知られる創立宣言で「全國に散在する吾が特殊部落民よ団結せよ。吾々が穢多であることを誇る時が来たのだ。」と宣言した。今でこそ「特殊部落」は差別用語として扱われ部落民も避ける傾向があるが、水平社結成時には扱いが異なっていたことが機関紙第一号から読み取れる
「明治四年の布令によって解放された吾々の頭上には、今度は新平民の名称を附され、尚近頃は少数同胞などの名称に代っている。實質が變化しなければ名称は問題ではない。歴史は絶対に消されぬ。エタが華族になり、華族がエタの名称に代っても、吾等に対する賤視観念が除かれねば、華族のエタが卑しめられ、エタの華族が尊敬せられる、寧ろ吾々は、明らかに穢多であると標榜して、堂々と社会を濶歩し得る輝きの名にしたい。」と主張する者が多数を占め、結局、名称によって吾々が解放せられるものではない。

今の世の中に賎称とされている「特殊部落」の名称を、反對に尊称たらしむるまでに、不断の努力をすることで喝采の中に綱領通り保存されることになった。この間殆んど一時間有余、口角泡を飛ばして議論を闘はした。
当時は1917年（大正6年）のロシア革命の直後であり、活発化した社会主義運動はこれらの部落解放運動に大きな影響を与えた。また自由民権運動との関わりも深かった。

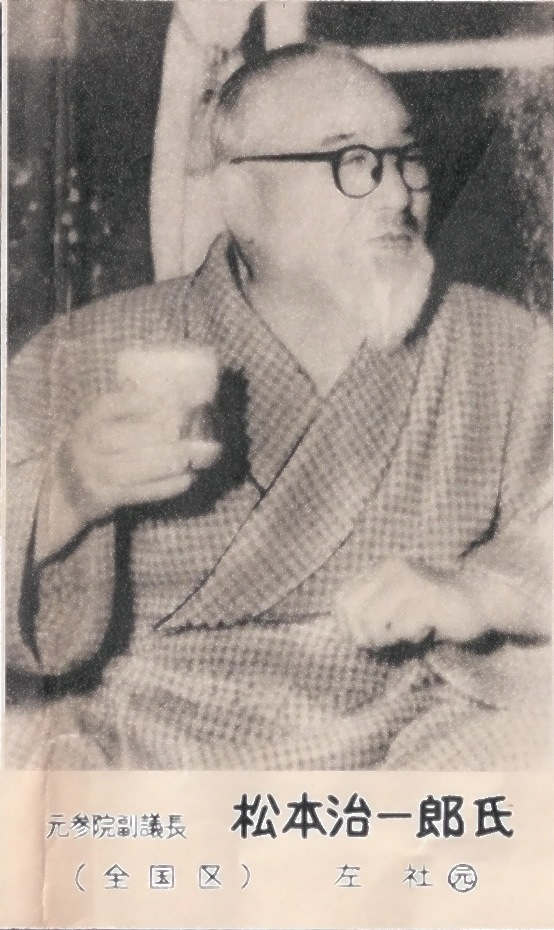
1953年4月24日に行われた第3回参議院議員通常選挙で当選したときの松本治一郎、世界通信より

しかし、社会主義運動との連携を恐れた政府は後に水平社、特に日本共産党に関わりを持った水平社左派を弾圧した。1920年代（大正9-昭和4年）後半の低迷を経て、1930年代（昭和5-14年）以降、再建された全国水平社総本部は、松本治一郎を中心とし、合法無産政党に連なる社民派が掌握した。
1933年（昭和8年）の高松差別裁判糾弾闘争のように、大衆的な盛り上がりを見せることもあったが、次第に戦時体制に呑み込まれていき、弱体化、太平洋戦争（大東亜戦争）突入後の1942年（昭和17年）に消滅してしまった。
戦後に、「同胞融和」という言葉から、部落問題のことを「同和問題」とも呼ぶようになった。

### 戦前の同和教育開始
1942年（昭和17年）8月に文部省（当時：→文部科学省）社会教育局は『国民同和への道』を刊行し、初めて政府の教育方針として同和教育政策の理念・具体的方針を示した。

## 戦後の部落解放運動

### 戦後の同和対策事業
戦後について記述する。
1951年（昭和26年）、在日朝鮮人の生活を扱った小説「特殊部落」を京都市九条保健所職員が杉山清一の筆名で雑誌『オール・ロマンス』に発表し、問題となった（オールロマンス事件）。
設定上の舞台である「特殊部落」は京都市内に実在する被差別部落であるが、登場するのは全員が在日朝鮮人、その「特殊部落」に居住していれば「部落者」と呼ばれ差別されるが、その地域から住民異動すればそれは解消されるという、地域の実情や差別の様態とは懸け離れた内容で、地域の住民たちは事実を歪めて興味本位に書いた差別小説として京都市に対して抗議を行った。
京都市役所内部に形成されていた左翼グループはこの問題を部落に対する行政上の措置の不十分さから起きた事件として扱うよう図り、水平社運動と融和運動の活動家が大同団結して結成された部落解放全国委員会京都府連は彼らと連携して、「小説は京都市が放置してきた被差別部落の実態を反映したものだ」として行政を批判した。
翌年、京都市は前年比5.8倍の同和問題対策予算を計上し、被差別部落のインフラの改善を積極的に推進した。
オールロマンス事件以降、所謂「行政闘争」が活発化する。

### 「同和対策審議会」答申
1960年(昭和35年) 自民党、社会党、民社党の与野党3党は共同して「同和対策審議会設置法案」を第34回国会に提出 し、同法案は7月15日可決、成立。8月13日に公布、施行された。1961年（昭和36年）12月 「同和対策審議会」の第1回総会が開催され内閣総理大臣が「同和地区に関する社会的及び経済的諸問題を解決するための基本的方策」を示すよう諮問した。審議会は、答申を出すまでの約4年の間に総会を42回、部会を121回、小委員会を21回開催した。そして
1965年8月11日に「同和対策審議会」答申が出された。
「同和対策審議会」は答申の中で、「部落差別の存在」を認め、さらに「その早急な解決こそ、国の責務であり、同時に国民的課題である。」とした。
1969年（昭和44年）に同和対策事業特別措置法が10年間（後に3年間延長）の時限立法で制定された。
このように、部落解放同盟を始めとする各運動団体は行政に強く働きかけ、同和地区のインフラストラクチャーの改善、精神的な部分での差別を解消するための教育などを推進していった。
「同和地区」と呼ばれる地域が出てくるのはこれ以降であるが、運動が盛んでない村では指定によりさらに差別を招くのではという恐れから、地区指定を受けずに同和対策事業を受けなかった例も多い。
1982年（昭和57年）4月1日 「地域改善対策特別措置法」が5年間の時限立法で施行された。
1987年（昭和62年）4月1日 「地域改善対策特定事業に係る国の財政上の特別措置に関する法律」が施行され、2度延長されたが2002年（平成14年）3月31日に期限を迎え、33年間にわたる同和対策事業に関わる法律が終了した
。

### 教科書の無償化運動
1961年（昭和36年）、高知県の同和地区の父母が、学習会において日本国憲法を学んでいたが、第26条に「義務教育は、これを無償とする」と言う条文を見つける。
この事で、それまで有償だった教科書に疑問を呈し「義務教科書の無償提供運動」を興した。
結果、1963年（昭和38年）「義務教育諸学校の教科用図書の無償措置に関する法律」が成立し1969年（昭和44年）までに順次、全国の小中学校の教科書が無償提供されることになる。

### 八鹿高校事件

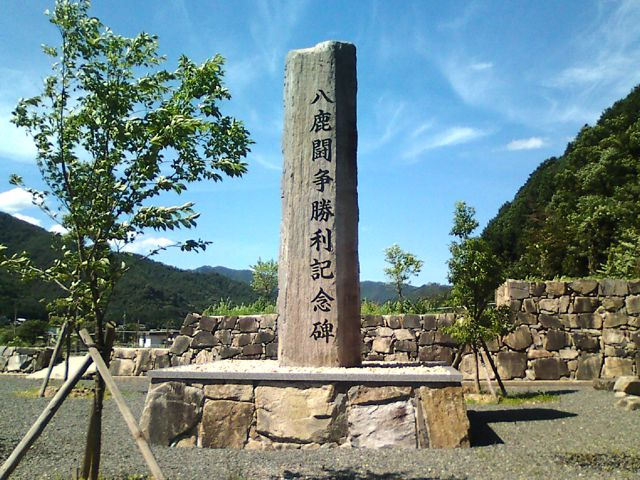
八鹿高校事件主導者により2010年1月に兵庫県朝来市に建立された「八鹿闘争勝利記念碑」

1974年（昭和49年）11月22日、兵庫県養父郡八鹿町（現養父市）の八鹿高等学校の教職員約70名を総評系労組などで構成された八鹿高校差別教育糾弾共闘会議の部落解放同盟が襲撃する事件が起こった。
この事件により教職員48名が負傷し、29名が入院、危篤を含め2か月から1週間のケガをした。
刑事事件では起訴された部落解放同盟員全員が有罪で確定、民事裁判でも解放同盟の暴行傷害に協力した県、教育委員会が被害者に謝罪し賠償金を支払い、解放同盟は判決確定後かなり経ってから法定の遅延利息を含む判決の金員を支払っているが、今も教師たちに対する集団暴行・傷害の正当性を主張し続けて謝罪を拒否している。

### 同和事業に関わる不正・腐敗
同和対策事業の伸展に伴い、同和地区の環境改善は画期的に進んだが、巨額の予算の執行に伴い、それに関わった行政当局者、運動団体関係者による不正・汚職行為（いわゆるえせ同和行為）が少なからず発生し、マスコミを賑わせることがたびたびあった。とりわけ1981年（昭和56年）の北九州土地転がし事件、2001年（平成13年）に表面化したモード・アバンセ事件、2006年（平成18年）に発覚した飛鳥会事件や奈良市部落解放同盟員給与不正受給事件、八尾市入札妨害恐喝事件など、運動団体の幹部と行政の癒着が報道されている。特に一部の地方自治体で同和対策事業に関する不正が発覚した2006年以降、大阪市を始め各地方自治体では同和行政の大幅な見直しが行われることになった。
また、関係者の自作自演による差別事件もあり、滋賀県公立中学校差別落書き自作自演事件や解同高知市協「差別手紙」事件、立花町連続差別ハガキ事件などがその一例である。

## 同和対策事業前後と諸問題
所得格差、進学率の違い、差別される要因になっていたインフラストラクチャー整備の遅れは住宅改善事業などの同和対策事業により指定地区ではかなり解消され、若い世代では部落へ意識は薄れてきている。逆に部落解放同盟な同和団体による「解放教育」と称した横暴な公教育介入、「部落の子」調査や「部落民宣言」の強要、人権侵害の「差別糾弾闘争」など、部落問題解決よりも、恐怖を招いて部落差別温存・固定化させる言動が問題になっている。
特に1955年頃から1973年頃までの高度経済成長期の大規模な人口移動、それに伴う都市近郊の開発・移転により、転入してきた住民の大量流入で被差別部落地区色が薄れたり、忘れ去られていく傾向は多い。また各種運動の結果として差別意識が改善している部分も大きい。義務教育過程で同和教育が行われることがあるが、「寝た子を起こすな論」では「そもそも被差別部落の意味を理解していない（実体験として被差別部落が何であるかを知らない）子供に単に「部落」という言葉が差別語であるという意識を植え付けている」と批判されている。逆に、同和教育推進派の部落解放同盟委員長の組坂繁之は「差別は自然にはなくならない。それどころか、『寝た子を起こすな』というので自分の家が部落民であることも部落問題のことも何も教えられずに育った子供が、家の外で聞いてきた社会の偏見を鵜呑みにして家族の前で平気で差別発言をしたという例がある」と述べている。
一方、従来の「周囲の差別的な視線により移転の自由がままならず、同じ血筋の人が代々住み続けているところ」との一般的な部落に対するイメージとは異なり、京都市、大阪市などに多数存在する都市部落では、人口の流出入が極めて活発であり、社会的地位の上昇を果たした階層が転出していき、その代わり社会的に低位な層が転入してくるという循環構造が形成されていることが近年明らかになってきている。近い将来、それらの地区では、新たな貧困と、それに起因する様々な社会的問題を抱えることになるのではないかと懸念されている。早期に同和対策事業が開始された地域では、その一環として取り組まれた社会資本の老朽化が顕著になっているほか、すでに地区住民の実情に合わないものになっており、その対処を巡り新たな課題が発生していると指摘されることもある。

### 結婚差別
部落出身者と結婚すると血縁関係が生ずるため、「自分の家系（息子、娘）の血が穢（けが）れるから」と反対する家族（親戚なども）が多くいた。内密に身元調査や聞き合わせを行い、部落出身者と分かると結婚を許さない例や、好きな人と一緒になることに妨げがあった。そのため部落民は部落民同士で結婚することや、仮に部落外の人と結婚できたとしても、それは親族の祝福がない駆け落ちであるなどのことが多かった。
また結婚差別に遭い、自ら命を絶つ者も多くいた。今でも、結婚に反対する傾向は少なからずあり、露骨に反対する場合・それ以外の理由に託けて反対する場合の両方がある。この問題があるため、探偵業の業務の適正化に関する法律の成立後は、どの探偵業者も『差別につながる身元調査はしません』と広告（タウンページ）や契約書に注記している。
なお、部落民による結婚差別もあったことを畑道雄が報告している。それによると、神戸市の部落の娘に部落外の会社員が求婚したところ、娘の親が会社員の血統の調査をおこない、「もし男が同じ穢多の生まれなら喜んで娘を嫁がせるが、そうでなければ断る」との理由で破談になったという。

### 就職差別
1975年（昭和50年）11月に、被差別部落とされる地域を一覧で記した本が興信所などにより作成され購入者の人事部に配備したとされる「部落地名総鑑事件」が発覚した。しかし法務省人権擁護局は、被差別部落ではない地名も含まれている、としている。2007年（平成19年）には、部落地名総鑑の内容を収録したフロッピーディスクが出回っていることが発覚した。

### 差別とされた表現の例

#### 1950年代
- 1956年（昭和31年）1月、小説家石上玄一郎が『朝日新聞』文化欄に発表した評論の中で「文壇には、特殊部落的偏狭さがみちみちている」と記述。これに対して部落解放同盟が朝日新聞社を糾弾。朝日新聞社は「今後、部落問題をタブー視せず、前向きに差別の現実を書く」ことを約束した[67]。この結果、朝日新聞は1年後の人権週間に『部落 三百万人の訴え』と題する連載記事を掲載した[68]。

#### 1960年代
- 1962年（昭和37年）、小説家灰谷健次郎が短編小説『笑いの影』（『新潮』1962年12月号）で被差別部落出身の中学生による暴力・セックス・強姦・殺生・犬食文化などを描く。この作品における、被差別部落出身の中学生のセリフ「どうせオレたちは差別教育を受けて、ドカチン（土方）か、アンパン（日雇）になるんだ。センコにおべんちゃらをして泣きついて、せいぜい町工場に就職させてもらうんじゃわりにあう話やない。暴れるだけ暴れてよオ、したいことをして出ていってやる」などが部落解放同盟から「少年非行を通して権力の姿を浮き彫りにするという図式を装いつつ、その実やたらと暴力的な行動と、やたらと猟奇的な行動を、卑俗な興味の中で描こうとした」「いわれもない差別の中に生きている人たちの実態が何もなく、恣意的にしかも偏見に満ちて描かれている」と批判され、糾弾に至った[69]。
- 1962年（昭和37年）7月、劇画家平田弘史が劇画『血だるま剣法』（日の丸文庫）で江戸時代の被差別部落出身剣士の復讐を描く。このため、「部落民を残酷な人々と描くことで部落解放運動をゆがめている」などの理由により部落解放同盟大阪府連合会の糾弾を受け、同書は発売後1カ月で回収・絶版に追い込まれた[70]。
- 1967年（昭和42年）1月と2月、小説家で精神科医のなだいなだが『毎日新聞』朝刊の人生相談欄『悩みのコーナー』にて、結婚差別を受けたという部落出身女性の投書に対して「部落民という考えは、内部の劣等感によって支えられている」「小さなつまらぬ悩みだ」と回答したところ、部落解放同盟が糾弾に乗り出した。
- 1967年（昭和42年）1月、NHK連続テレビ小説『おはなはん』（脚本は小野田勇）の中で、駅前の肉屋のある地域を指して「柄の悪いところ」「こわいところ」という台詞を使い、その「こわいところに乗り込む主人公」を勇敢な女性に見立てた場面が部落解放同盟中央本部から問題視され、NHKが糾弾を受けた[68]。
- 1968年（昭和43年）、日本社会党の中央理論誌『月刊社会党』10月号に「社会党中央執行委員会では通ずるかも知れないが、普通の感覚を持ち合わせているものには奇異をさえ覚える。中執委は特殊部落かと頭をかしげざるを得ない」との文章が登場。筆者の松井恒子は日教組本部調査部副部長で社会党員であった。これに対して部落解放同盟は社会党委員長の成田知巳に抗議し、反省と陳謝の回答を得た[71]。
- 1969年（昭和44年）、経済学者大内兵衛が、岩波書店刊行の雑誌『世界』3月号に論文「東大は滅してはならない」を発表。この論文における「大学という特殊部落の構造」という表現が部落解放同盟によって追及され、執筆者大内と岩波書店が糾弾を受けた。『世界』3月号は回収処分となり、編集部と大内が同誌の4・5月号に謝罪文を発表[72]。
- 1969年（昭和44年）、評論家竹中労が、『週刊明星』連載の「書かれざる美空ひばり」で「ひばりの歌声は差別の土壌から生まれて下層社会に共鳴の音波を広げたこと、あたかもそれは、世阿弥、出雲のお国が賎民階級から身を起こした河原者の系譜をほうふつとさせる。……ひばりが下層社会の出身であると書くことは『差別文書』であるのか」と書き、部落解放同盟大阪府連に糾弾された。

#### 1970年代
- 1970年（昭和45年）、児童文学者今江祥智が長篇童話『ひげのあるおやじたち』（福音館書店）の中に非人を登場させ、「非人たちは、いつもどこか死人のにおいがした」（pp.112-113）、非人部落の描写として「なんともかともいえぬにおいが、下のほうからむっとのぼってきたのだった。目のなかにまでしみるようなにおいだった」（p.116）などと記述。これらの表現が部落差別を助長しているとされたため、今江は部落解放同盟から糾弾を受け、1971年（昭和46年）4月、『日本児童文学』誌に「わたしの中の"差別"」と題する反省文を発表。『ひげのあるおやじたち』は直ちに絶版・回収・裁断処分となり、2008年（平成20年）に『ひげがあろうが なかろうが』に併録される形で解放出版社から復刊されるまで公刊されなかった。
- 1973年（昭和48年）7月19日、司会者玉置宏がフジテレビのワイドショー『3時のあなた』にて「芸能界は特殊部落だ」と発言したところ、1973年（昭和48年）8月16日、部落解放同盟が玉置とフジテレビと関西テレビを相手取って確認・糾弾会を開いた。玉置は謝罪し、テレビ局側は部落問題解決のための番組作りを約束した。
- 1973年（昭和48年）4月1日、日本テレビ『ドキュメント73』の「この若き官僚たち」の中で、出席した外務省アメリカ局北米二課の谷内正太郎が「われわれを特殊部落的にみてもらいたくない」と発言[73]。このことが部落解放同盟から問題視され、4月19日、日本テレビ本社で糾弾会が開かれた[73]。7月13日、日本テレビ側が部落解放同盟中央本部に自己批判書を提出[73]。日本テレビは反省の意味で、12月9日、『ドキュメント73』の枠で結婚差別問題（住吉結婚問題）をとりあげた「あるたたかいの記録」を放映した[73]。この住吉結婚問題は、部落出身の女性が結婚差別で自殺したとされる事件であったが、女性の婚約者側は「遺書により初めて部落出身と知った」と主張しており、本当に差別事件だったかどうかは疑問がもたれていた[73]。しかし番組の内容はあくまで部落解放同盟の立場にたったものであった[73]。このため、部落解放同盟正常化連（当時）の中西義雄は、12月12日、日本テレビに「事実無根のデマ報道」との抗議を申し入れている[73]。
- 1973年（昭和48年）9月、映画評論家の淀川長治が『サンケイ新聞』のインタビュー記事にて、自らの庶民性を示す証として、両親から近寄らないよう言われていた「特殊な部落にある銭湯にはいったこともあった」、「この貧しい人たちと液体で結ばれたと思ったのにねぇ」という経験を語ったところ、部落解放同盟が「両親の差別意識を肯定するとともに、自らのエリート意識をさらけ出すもの」「エセ・ヒューマニズム」（宮原良雄）と反撥し、糾弾に至った[74]。この事件の後、サンケイ新聞社は1974年（昭和49年）11月から1975年（昭和50年）3月にかけて、部落問題の特集記事として『シリーズ・差別』を大阪本社発行の朝刊に連載した。部落解放同盟は、部落解放同盟大阪府連合会制作による狭山事件告発映画『狭山の黒い雨』を部落問題の視点から批評するよう淀川に要求した。
- 1974年（昭和49年）、大正製薬の強壮ドリンク剤「リポビタンD」の広告のキャッチフレーズが「ヨッ！ お疲れさん」から「ヨォ！ お疲れさん」に変更された[75]。「ヨッ」が被差別部落民の蔑称である「四つ」に通じるため、関西の被差別部落関係者から抗議があり、あわてた大正製薬が広告取扱店の電通に改稿を求めたというのが真相であった[75]。
- 1974年（昭和49年）1月、共同通信による記事が福岡の『夕刊フクニチ』に掲載された[76]。記事の内容は森敦の『月山』を紹介するもので、「密造酒をつくり飲み交わす雪に閉ざされた部落の人々の生活は外界の俗世間とは隔絶した別世界である」と書かれていた[76]。この「部落」は被差別部落の意味ではなかったが、部落解放同盟八幡地協が差別表現として問題視。『フクニチ』の編集局長が八幡地協に呼び出され、「掲載したフクニチの姿勢が問題だ」「社長を呼べ」「部落は被差別部落と同一語だ」「おまえは被差別者か。そうでなければ差別者だ」などと吊るし上げを受け、掲載紙の回収を迫られる事態に発展した[76]。
- 1977年（昭和52年）、作家の臼井吉見が展望に連載した『事故のてんまつ』に、川端康成の家政婦や川端自身について被差別部落出身を想起させる描写をしたため、川端家からは販売差止め仮処分の民事訴訟が提起されると共に、部落解放同盟からは糾弾を受けた[77]。
- 1977年（昭和52年）12月14日、日本社会党委員長の飛鳥田一雄が日本テレビの『おはようニュースワイド』で「国会が特殊部落のようにならなければよいが」と発言[78]。これに対し部落解放同盟が抗議し、一度は社会党から陳謝を得たものの納得せず、さらに2年間にわたって抗議を続け、1979年11月23日、飛鳥田が部落解放同盟主催の「松本治一郎死去13年記念集会」で謝罪講演を行い、その全文を社会党機関紙『社会新報』に掲載することでようやく一応の決着をみた[78]。
- 1979年（昭和54年）8月、曹洞宗宗務総長で全日本仏教会理事長（当時）の町田宗夫が、米国ニュージャージー州プリンストンにおける第3回世界宗教者平和会議にて、「日本に部落差別はない」「部落解放を理由に何か騒ごうとしている者がいる」「政府も自治体もだれも差別はしていない」と発言。このことが部落解放同盟から「部落解放運動の全面否定」とされ、糾弾に至った。これをきっかけとして同和問題にとりくむ宗教教団連帯会議が1981年に結成された。

#### 1980年代
- 1981年（昭和56年）2月、政治学者で東京大学社会科学研究所教授（当時）の有賀弘が、ベルリン自由大学における日本学研究室の金子マーティン講師（当時）の部落問題に関する研究発表に対し、「部落問題は東日本にはない。西日本にはあるが、それは部落解放同盟と日本共産党との同和予算をめぐる金銭上のトラブル」「日本語の部落という言葉は、村落とか集落とかいう一般名詞であって何も差別を意味するものではない」と発言。このことが部落解放同盟の糾弾を招いた。
- 1982年（昭和57年）、俳優座がブレヒト原作『屠殺場の聖ヨハンナ』を上演した折、「屠殺」という表現が部落差別とされ、改題してもなお激しい糾弾に遭い、上演は困難を極めた。
- 1984年5月24日、日本テレビ系『ルックルックこんにちは』でゲストの政治評論家の宮川隆義が「国会は特殊部落のようなもの」と発言。部落解放同盟から糾弾を受けた[79]。
- 1986年（昭和61年）、『旅の手帖』誌（弘済出版）が山陰観光キャンペーンの記事で「ミニ独立国」へ「税金」を払うと特産品が送られてくる企画を紹介。金額によって「くにびき」「オロチ」などと名付けられた金額別のコースを「平民向け」「富豪向け」「大富豪向け」と記した表現が島根県当局によって「『平民』など差別的な表現」とされ、出版社への抗議や雑誌の回収に至った。この事件は部落解放同盟広島県連合会発行の『部落解放ひろしま』5号（1986年12月）でも論評抜きに肯定的紹介がなされたが、「『平民』が『庶民』とでもいいかえられておれば、問題化しなかったのであろうが、笑止の沙汰である」「本来、解放同盟が差別の矮小化として注意を喚起すべきところ」[80]という批判を呼んだ。
- 1987年1月19日、日本テレビ系『11PM』にて、早坂茂三が「永田町という特殊部落」と発言。部落解放同盟中央本部から糾弾を受けた[79]。
- 1987年10月5日、フジテレビ系『おはよう!ナイスデイ』にて、映画監督の斎藤耕一が「大学のような特殊部落」と発言。フジテレビ社長の日枝久ともども部落解放同盟から糾弾を受け、フジテレビは部落解放同盟の意向に沿って「部落差別の現在進行形」と題する番組を放映させられた[79]。
- 1988年（昭和63年）、山口県新南陽市当局が同和事業執行の必要から市営住宅に関する条例を改め、市営住宅の入居資格における「寡婦、引揚者、炭鉱離職者」という従来の制限に「その他の社会的に特殊な条件下にある者」という条項を加えた。これが部落解放同盟から「部落民を特殊な者として差別した表現」と問題視されて糾弾に発展、市当局者は「結果的に同和地区の人々にとって痛みを感じるような表現になったのは遺憾」と陳謝し、条例を改めた[81]。これに対して灘本昌久は、「水平社時代であれば絶対に糾弾されなかったこと」「『特殊』という言葉に、これほどこだわることは驚くほかない。『特殊』の代わりに、『特別』とでも書いておけばよかったのだろうか。これを差別事件として麗々しく取り上げた『解放新聞』の記事は、運動史上の汚点のひとつである」と批判した[82]。
- 1989年（平成元年）10月、ニュースキャスターの筑紫哲也がTBS『ニュース23』の第1回目の放送でビートたけしと対談し、アメリカ軍がコロンビアの麻薬密売を取り締まる麻薬戦争について「いま麻薬の値段を吊り上げたら、ニューヨークの街も多分屠殺場だね」と発言した。当時、公の場で使われる差別的な言葉が問題となっていたため（批判的な意味で言葉狩りとも呼ばれた）、筑紫は「屠殺場」という言葉の使い方が不適切だったとして翌日に謝罪をした。しかし一部の屠場労組から抗議があり、部落解放同盟も加わっての糾弾会が合計9回にわたって行われた[83][注釈 3]。
- 1989年（平成元年）、岩波新書の『報道写真家』（桑原史成）における「戦場という異常な状況下では牛や豚など家畜の屠殺と同じような感覚になる」という記述における「屠殺」の語句が問題とされ、回収処分となった。

#### 1990年代
- 1991年、月刊誌『山と溪谷』1月号（山と溪谷社）の連載企画「論争のうちとそと──第13回・田淵行男?安曇野のナチュラリスト」（筆者は近藤信行）の中に「山岳写真家という『特殊部落』の住人」など、4ヶ所で「特殊部落」の語が使われていることが問題視され、同社は部落解放同盟から糾弾を受けた[84]。
- 1991年9月30日、経済学者の村田昭治は日本テレビ『EXテレビ』にコメンテーターとして登場し、「デパートの中で、宣伝部だけが特殊部落だというイメージをつくっちゃったら駄目なんですね」と発言。村田と日本テレビは部落解放同盟から糾弾を受け、謝罪と反省文提出に追い込まれた[79]。
- 1996年（平成8年）、講談社が発行した少女漫画誌『別冊フレンド』3月号の連載漫画『勉強しまっせ』（みやうち沙矢）の中に大阪市西成区が登場。西成について、副編集長の手により「大阪の地名。気の弱い人は近づかない方が無難なトコロ」との解説が付された。このため、みやうちと講談社は部落解放西成区民共闘会議などに糾弾された。

#### 2000年代
- 2004年（平成16年）、代々木ゼミナール講師（古文担当）の吉野敬介が講義の中で「鑑別所にランクってあるんです……俺なんか暴走族の特攻隊長のとき、入ってんだよ。鑑別所に入った瞬間に、天皇陛下級なの、ほんとに……レイプとかな、強姦なんかで入っちゃった日にゃ、な、エタ・ヒニンだ。ほんとに」などと発言。このため吉野と代々木ゼミナール法人総括本部長ら計6人が共に部落解放同盟から糾弾を受け、吉野は反省文の提出を、代々木ゼミナールは「人権研修」の実施などを要求された[85]。
- 2005年（平成17年）、テレビ朝日系の番組「サンデープロジェクト」において、ハンナン偽装食肉事件に関する報道VTRの放映の直前に生放送中のスタジオ内で田原総一朗が「この人（浅田満）をやらないマスコミが悪いんですよ。この人が被差別部落のなんとかといってね、恐ろしがっている。何にも恐ろしくない。本当はね。それを大谷さんがやるんだよね。この人は被差別部落をタブー視しないからできる」と発言し、それを受ける形で高野孟が「大阪湾に浮くかもしれない」、うじきつよしが「危ないですよ2人とも」と発言。これらの発言を部落解放同盟が「部落への強烈な予断と偏見を視聴者に植えつける」ものと位置づけたため、糾弾に至った（サンデープロジェクト糾弾事件）。
- 2009年（平成21年）、朝日新聞の社員が2ちゃんねるの掲示板で差別的な書き込みをしたとして懲戒処分が下された。朝日新聞社員2ちゃんねる差別表現書込事件を参照

#### 2010年代
- 2012年（平成24年）、NHKのテレビ番組「鶴瓶の家族に乾杯」（5月7日放送）にて、俳優の谷原章介がみずからの祖先を探るために寺院を訪ね、過去帳を見せてもらう様子が放送された[86]。すると「過去帳はお寺に行けば簡単に見せてもらえるものだという考えを視聴者に与える」と部落解放同盟が抗議[86]。NHKは「差別への認識の甘さ」に対する反省文を出すよう要求された[86]。
- 2012年（平成24年）、佐野眞一と『週刊朝日』取材班（今西憲之、村岡正浩）の共同執筆による橋下徹大阪市長の評伝『ハシシタ 奴の本性』の連載第1話が『週刊朝日』10月26日号に掲載された。記事の内容は、父方を通じて被差別部落にルーツを持つ橋下の血脈を探るものであり、10月18日、橋下徹から定例記者会見で抗議を受けた[87]。同日、自由同和会中央本部が『週刊朝日』編集長に抗議文を提出[88]。10月19日には『週刊朝日』編集部がこの連載の打ち切りを決定[89]。10月22日、部落解放同盟中央本部も抗議声明を出した[90]。10月26日には同誌編集長の河畠大四が更迭され[91]、11月12日には3カ月の停職処分を受けた[92]。同じ11月12日には『週刊朝日』の発行元である朝日新聞出版社長の神徳英雄が引責辞任している[93]。なお、11月12日付で佐野眞一が「見解とお詫び」と題する謝罪文を発表し、「差別や身分制度を助長する考えは毛頭ありません。しかしながら、ハシシタというタイトルが、不本意にも橋下氏の出自と人格を安易に結び付ける印象を与えてしまい、関係各位にご迷惑をかけてしまいました」と述べている[94]。本件についての詳細は「週刊朝日による橋下徹特集記事問題」を参照。

### 差別とされなかった表現の例
- 松本治一郎は、1952年（昭和27年）7月、徳川夢声との対談で「『部落』と書こうが『エタ』といおうが、問題じゃないんです。……その前後に差別の意味が加わってさえいなけりゃ、少しも問題はないわけですよ。それを糾弾するというのは、ことさらためにしようとするハシッパのもんです。……悪い奴にかかると、やっぱりヘンなことが生ずる」[95]と語り、差別表現として糾弾するか否かはその語が差別的文脈で使われているか否かによるという見解を示したが、1948年（昭和23年）には松本自身が「私は三百万部落民の水平運動から、さらに数歩をすすめて、いわば世界の特殊部落におちこんだ八千万日本人民の水平運動をおこしたいと考えているのだ」[96]と述べ、特殊部落という語を差別的文脈で使用していた。しかし、これは糾弾の対象とならず、松本自身も自己批判しなかった[97]。
- 1952年（昭和27年）8月20日、『解放新聞』は「おじいさん達も斗つた─八十一回目の解放令記念日を迎え」と題する山村槙之助の記事を載せた。この記事の中では「再軍備と植民地化に反対し、民族の解放を斗いとることが、外国帝国主義と国内反動のために世界の特殊部落になれはてた日本民族全体の死活の問題として切実に出されてきている」と、やはり特殊部落という語が差別的文脈で使われていた。しかし、これもやはり糾弾の対象とならず、『解放新聞』も山村も自己批判しなかった[98]。
- 1966年、丸山眞男が鼎談集『現代日本の革新思想』（河出書房新社）の中で「とかく左翼インテリの論議は、現実の勢力配置をそっちのけにして、せまいイデオロギー的"部落"のなかでワイワイやることになりがちですからね」と発言。しかし糾弾の対象とならず、読者の呉智英は「釈然としない気持ちだった」と回想している[99]。
- 1970年、大江健三郎はルポルタージュ『沖縄ノート』の中で、集団自決を強制したとされている元守備隊長を「屠殺者」と表現した。この件について、「世界屠畜紀行」（解放出版社）の作者・内澤旬子は「誤植……じゃないよなあ」「屠場労働組合がまさに糾弾対象としている使われ方にドンピシャリ」と驚きを示した（2007年12月3日付の著者ブログ）。また、評論家の呉智英は「部落解放同盟などは「だれだれの作品だから差別はないと“神格化”したものの考え方を一掃したい」と言明した」「だが『沖縄ノート』は一度も糾弾されずに今も出版され続けている。大江健三郎に限ってなぜ糾弾から免責されるのか。大江健三郎のみ“神格化”される理由は何か。かくも悪質な差別がなぜ放置されているのか。知らなかったと言うのなら、それは許す。だが、今知ったはずだ。岩波書店、部落解放同盟にはぜひ説明していただきたい」[100] と問題提起した。しかし、今日に至るまで部落解放同盟は大江を一度も糾弾しておらず、その理由も説明していない。
- 1971年、塚本邦雄が『悦楽園園丁辞典』（薔薇十字社、1971年）p.38で「商業美術といふ画壇の特殊部落で、お前はつひぞ劣等感を感じなかつた」と記述。しかし糾弾には至らなかった。
- 1981年、中野孝次が『文藝』1981年4月号における対談で「闇を意識しないで、明るみの中だけで書いていると、言葉はどうしても特殊部落的な言葉になっちゃうでしょ、インテリ語というか」と発言。?秀実はこの発言を自己批判するよう促したが、中野はこれを拒否。その後、部落解放同盟と友好関係にある野間宏が中野孝次と部落解放同盟の間に入り、中野を糾弾しないよう話をつけた、という[101]。
- 政界においては野中広務が被差別部落の出身として有名であるが、出身に起因する差別や妬みなどがあったと言われている。野中が出馬するという説があった2001年の総裁選では、部落出身であるから内閣総理大臣にはなれないという話も出てきていた（結局野中が所属する平成研究会は橋本龍太郎を擁立した）。こうした中、野中は同党の麻生太郎が差別発言を行ったとして名指しで非難し（野中の著書によれば、新聞記者からの情報があったとされている）、麻生が否定するという一幕もあった[102][103][104]。
- 2010年、森功は講談社発行『g2』12月号の「同和と橋下徹」で橋下徹が同和地区出身であることに言及。一連の橋下同和報道の嚆矢であり、具体的な同和地区名も挙げていたが、部落解放同盟は糾弾しなかった。

## メディアタブーと解放同盟
部落問題は、部落解放同盟の糾弾・攻撃対象になることを恐れる者において、タブーである。そのためマスメディアなどでは「荊タブー」と呼ばれ正面から取り上げられることは少なく（真面目に取り上げられる番組は『朝まで生テレビ!』など少数）、また公の場で部落問題を語ることは大きな論争の原因となることが多い。
「部落」という言葉自体も、事実上の放送禁止用語となっており、出演者が「集落」の意味での部落という言葉を使った時でさえ、すぐに謝罪訂正、もしくは「集落ですね」などとその場で言い換えられる。しかし最近では、本来の「部落」の意味や過剰な自主規制への反省からか、特に何事もなく放送が進む場合が多い。
21世紀に入って『同和利権の真相』（寺園敦史、一ノ宮美成、グループK21著・別冊宝島Real、宝島社文庫）というシリーズが発表された。既に累計50万部前後のベストセラーとなっている。また、本書で取り上げられたハンナン株式会社の浅田満元会長が2004年（平成16年）4月17日にBSE対策の補助金詐取の嫌疑で逮捕された。
なお、『同和利権の真相』で主要な批判の対象とされている部落解放同盟の公式見解として公表された反論文や、宮崎学、角岡伸彦など解放同盟外の論者らの同書への批判を眼目とした反論本『『同和利権の真相』の深層』（解放出版社）がある。

## 地域差・人口流入
被差別部落の数や部落問題の認知度については大きな地域差がある。差別の対象となった賤民身分や被差別部落の呼称も地域により様々であり、一般に西日本には、大規模な被差別部落が多く存在し、解放運動が盛んに行われる傾向が強い。
一方、関東地方では、残存した被差別部落が極めて少ない上に、1960年代以降の人口移動の継続的な増加 と、大規模な都市再開発が進められたため、1970年代半ばには、住民とその居住する地域の関連性が見出せなくなった。これにより、被差別部落も曖昧な「過去の概念」に変化し、自律的な被差別部落の解消が急速に生じた。
北陸地方や東北地方でも、残存した被差別部落はごく少数であったことから、明治時代中期には、既に被差別部落への意識は希薄なものとなっていた。このような状況から、戦後の学校教育で、部落問題を敢えて取り上げる必要性も無くなった。また、並行して「部落」という言葉は「被差別」の意味を失い、「一般的な集落」や「町内会」といった本来の語義に戻った。差別用語としての認識は全く無く、むしろ地域の仲の良さを象徴する言葉となっている。現在の東北出身者のほとんどは住む地域や職業による差別が存在すること自体知らず、理解に苦しむ者がほとんどである。
このように、東日本では1980年代初頭までに、被差別部落の解消が広い範囲で進展したため、解放運動も局所的かつ小規模なものに留まるようになった。なお、北海道や南西諸島には、この項でいう「被差別部落」は存在していない。（琉球における宮古・八重山に対する差別と、この項で述べるものとでは、その背景が異なっている。）

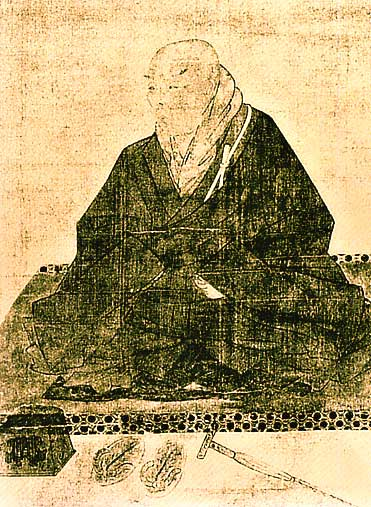
浄土真宗開祖親鸞の肖像画には、鹿骨の杖、猫皮の履物、狸の毛皮の敷物が描かれている

北陸地方で部落問題が深刻化しなかったのは、大多数が浄土真宗（一向宗）を信仰していたことが一因である。浄土真宗では武士、猟師、そして被差別民の「役務」・「家職」に伴う殺生は、忌避の外としていた。浄土真宗では自力で本願を遂げられると信じる「善人」よりむしろ「悪人」こそが、阿弥陀如来によって救われる存在であるという「悪人正機説」が唱えられた。ここでいう「悪人」とは自力で本願を遂げられないもの、煩悩や迷いがあり悟りを開けぬものものといった意味であるが、鎌倉時代の辞書『塵袋』によると当時の「悪人」という言葉には賤業と考えられていた猟師・商人の意味もあった。このような教義から浄土真宗は全国の被差別民の救済にも熱心にとりくみ、被差別民の大半が浄土真宗に帰依していくことになる。浄土真宗が殺生とどう向き合っていたのか例を挙げると越中（富山県）に残る「念仏行者心得か条」には「稼職に非ざる殺生を致し申す間敷事」（仕事ではない殺生はしないようにしましょう）と書かれている。代々の指導者は繰り返し生きるために必要な殺生の必要性を説いている。開祖親鸞は「海川に、網を引き、釣をして、世をわたるものも、野山に、猪を狩り、鳥を取りて、生命を継ぐともがらも、商いもし、田畠を作りて優る人も、たゞ同じことなり」と言っている。また本願寺中興の祖といわれる本願寺第8世の蓮如が越前（福井県）吉崎御坊を拠点としていた際に書いたと思われる手紙（御文）の一節に「ただあきなひをもし、奉公をもせよ、猟・すなどりをもせよ、かかるあさましき罪業にのみ、朝夕まどひぬるわれらごときのいたづらものを、たすけんと誓ひまします弥陀如来の本願にてましますぞとふかく信じて、一心にふたごころなく、弥陀一仏の悲願にすがりて、たすけましませとおもふこころの一念の信まことなれば、かならず如来の御たすけにあづかるものなり」とある。
浄土真宗への帰依が深い越中（富山）において被差別民にあたる職業を担っていた「藤内」は一般集落から隔離されること無く、各集落内に分拠していたため被差別部落そのものが形成されなかった。加えて、1980年代後半以降、これらの地域では急速な過疎化が進み、1990年代以降は被差別部落も含め消滅集落になる集落が珍しくなくなった。この状態で被差別部落の隔離が維持されることはなく、意識が低かったこともあって部落問題そのものが過去のものとなりつつある。そのため、北関東地方も含めたこれらの地域では、通常の学校教育では現代の部落問題に関して教えることはまずないことから、関西以西に進学する学生を対象に、部落問題についての禁忌、タブーといったものを特別に講義する事態になっている。

## 関連事件

### 部落差別狂言・自作自演
- 解同高知市協「差別手紙」事件
- 篠山町連続差別落書き事件
- 立花町連続差別ハガキ事件
- 滋賀県公立中学校差別落書き自作自演事件
- 一ツ橋小学校事件
- 連続大量差別はがき事件

### 福井県高浜町
2019年9月に発覚した福井県高浜町における関西電力幹部らの金品受領・便宜供与問題の第三者委員会の報告書では1987年に高浜発電所において従業員間で同和地区出身者による差別事案が発生し、また1988年には関西電力協力会社の従業員が同和地区出身者に対し、差別発言をしたとして部落解放同盟高浜支部から問題提起がなされて以降、関西電力では主に原子力発電所関連の要職に就いている役職員に対し人権教育をするようになったとしている。また事件に関与した森山栄治が高浜町長をもしのぐ権威をもつに至る背景に部落解放同盟の存在があり、「森山さんは部落解放同盟の力を笠に着て、役場でも出世していきました」との共産党町議の言葉を引用した週刊新潮の記事や「人権団体を率いて、差別をなくす“糾弾活動”の名目で恐怖政治を敷き」と同じ町議の言葉を引用し、「女性教師が差別発言をしたとして森山らに糾弾され教員を辞めた」という話を紹介した週刊文春の報道に対し、部落解放同盟中央本部が執行委員長名で「部落は怖いものとする予断や偏見を利用し」「部落差別の助長拡大」をしていると批判コメントを発表する事態となった。

### 「差別落書き事件」取材動画
2020年11月25日、YouTuberが篠山町連続差別落書き事件を題材として現地を取材し、差別が発生する心理メカニズムに迫ろうとした動画がインターネット動画投稿サイトYouTubeとニコニコ動画並びに、ライブドアブログ（LINE）に公開したが、地元自治会が、差別だとして丹波篠山市に相談、同市は「住民のプライバシーや名誉権を侵害している」と判断。サイト管理者に削除を要請したが、表現の自由の範囲内と判断し応じなかったため、市と地元自治会長の連名で、2020年10－12月、3社を相手取り、仮処分を申し立てた。その後、YouTubeとライブドアブログは管理者が自主的に削除。動画テロップの内容は、ほぼウィキペディア通りで、「投稿動画の内容を確認したが、任意では削除しない」としてドワンゴが争う姿勢を示したため、同支部が2021年2月、「差別が助長された」として、丹波篠山市と地元自治会が、サイト管理会社ドワンゴに動画削除を求める仮処分を申し立て、2021年5月には、神戸地裁柏原支部が削除を命じる決定を出した。ドワンゴは自治会長のプライバシー侵害などを認める決定を受け、動画を削除した。市は直接的な当事者ではないためと決定を速やかに得る目的で最終的には申立人から外れた。
丹波篠山市長の酒井隆明は、申立人と積極的にかかわったが、部落差別をなくすのは市の責務で、長年取り組んできたと弁明、表現の自由の侵害には当たらないという立場を示した。部落差別問題を扱った動画の削除を命じる仮処分は全国初であった。